# Jacques-Raymond de Richier de la Rochelongchamp
Jacques-Raymond de Richier de la Rochelongchamp est un militaire et homme politique français né le 2 août 1739 à Saint-Just-Luzac (Charente-Maritime) et mort le 8 février 1800 à Marennes (Charente-Maritime).

## Biographie
Jacques-Raymond de Richier de la Rochelongchamp est le fils d'Isaac-Jacques Richier, seigneur de La Bouchardière et de Touchelonge, capitaine d'infanterie au régiment de Vexin et capitaine général de la capitainerie garde-côte de Soubise, riche négociant, chevalier de l'ordre de Saint-Louis, et d'Anne-Esther Martin de Bonsonge. Il épouse Charlotte Françoise Godet, descendante de Bonaventure Godet. 
Il sert d'abord au régiment de Beaujolais, devenant capitaine et chevalier de l'ordre de Saint-Louis. Il quitte alors le service actif et est nommé chef de division garde-côte à Marennes.
En 1788, il prend part aux États provinciaux de Saintonge et, dans la réunion qui se tient à l'hôtel de ville de Saintes, le 20 décembre, déclare « que le jour était venu où la Saintonge allait être rendue à la liberté, et où elle pourrait réclamer de la nation assemblée le droit de s'administrer elle-même, de voter ses impôts, de vivre de sa vie propre, et de n'être plus assujettie aux volontés d'un intendant »
Le 26 mars 1789, il est député de la noblesse aux États généraux par la sénéchaussée de Saintes. Il est des premiers à se réunir au tiers état, est membre du comité administratif, puis du comité féodal, demande la gratuité de la justice le 4 août 1789, appuie l'abolition des titres de noblesse le 19 juin 1790 et fait une proposition sur le rachat des droits féodaux.
Après la fuite du roi, il donne sa démission, le 8 juillet 1791.
De retour à Marennes, il est violemment attaqué par Paul Augustin Lozeau, le futur conventionnel, et n'obtient qu'avec beaucoup de peine un certificat de civisme qui lui est du reste retiré le 6 octobre 1793.
Arrêté alors et incarcéré à Brouage sous la Terreur, il ne recouvre sa liberté qu'après le  9 Thermidor, et ne réapparait plus sur la scène politique.

## Sources
- « Jacques-Raymond de Richier de la Rochelongchamp », dans Adolphe Robert et Gaston Cougny, Dictionnaire des parlementaires français, Edgar Bourloton, 1889-1891 [détail de l’édition]

- Ressource relative à la vie publique :   - Base Sycomore
- Notices d'autorité :   - VIAF
  - ISNI
  - BnF (données)
  - IdRef
  - GND